# Bocca degli Abati

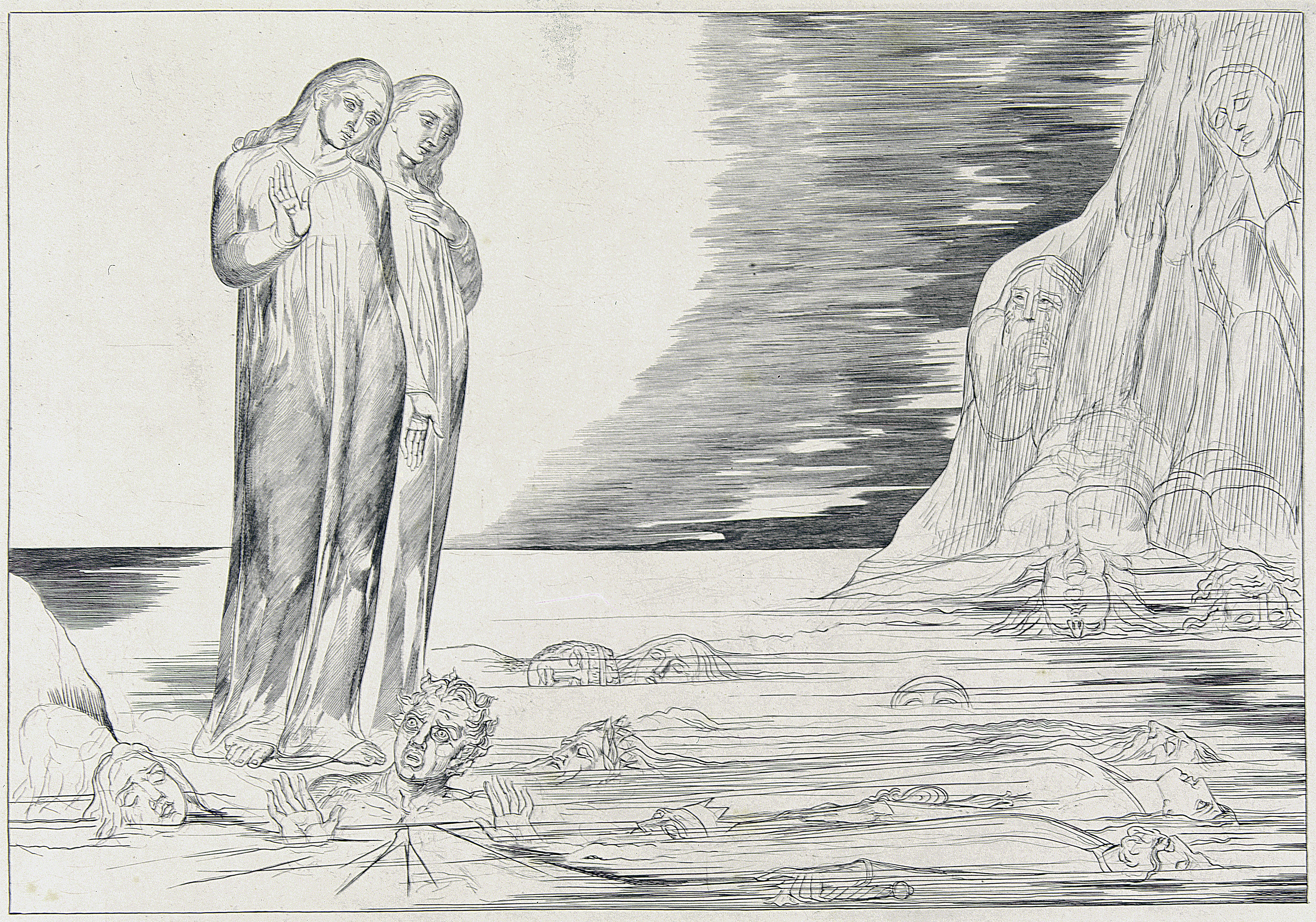
Dante golpeando la cabeza de Bocca degli Abati

Bocca degli Abati (... – ...) fue un noble florentino de la facción güelfa, que vivió en el siglo XIII.

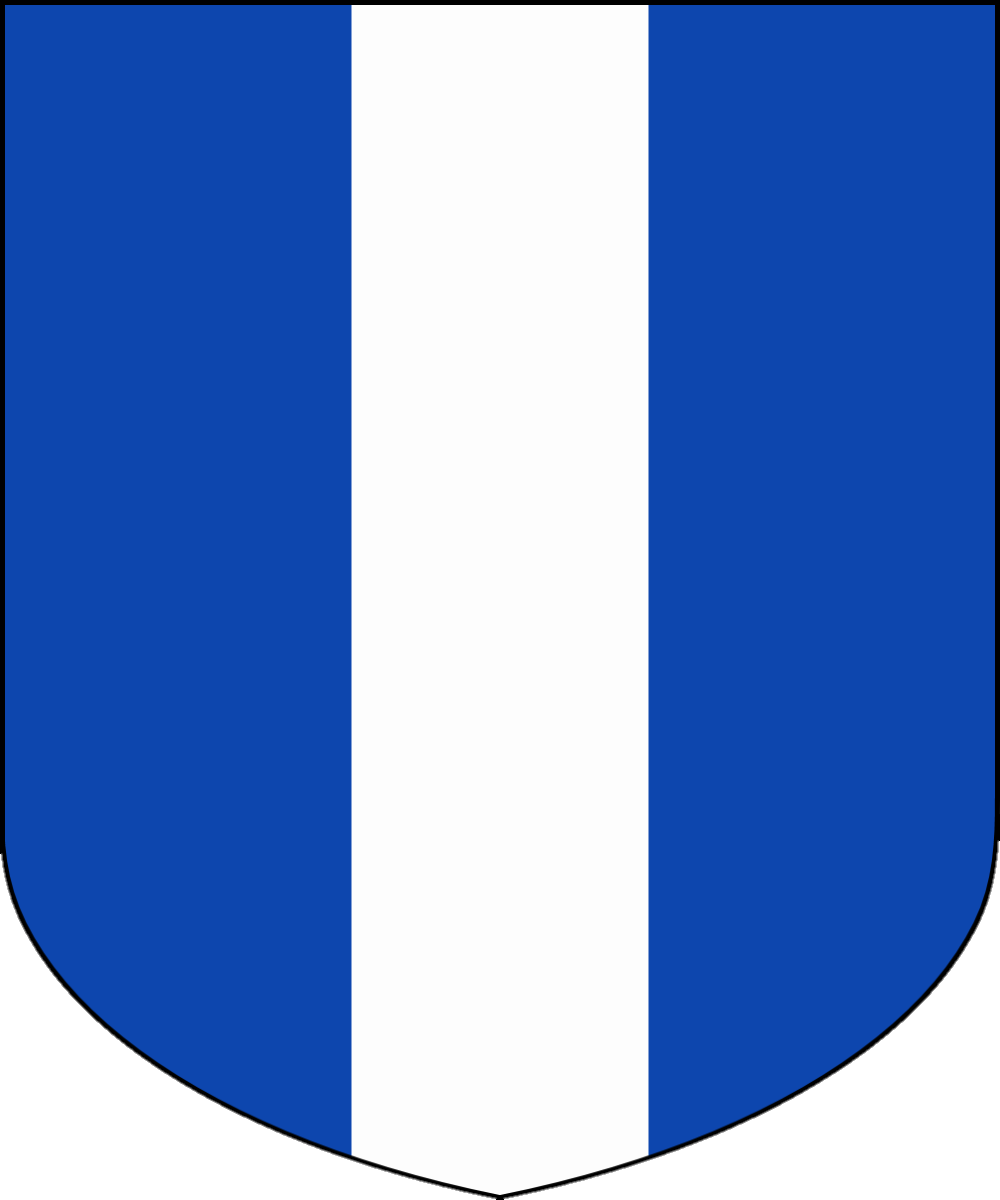
Escudo de armas de Bocca degli Abati (XIII siglo).

Combatió en la Batalla de Montaperti (1260) y durante el asalto de las tropas alemanas de Manfredo se encontraba en la caballería cerca de Jacopo de' Pazzi, quien llevaba el estandarte guiando a la formación. Cuando alguien le cortó la mano para que se cayera la bandera, estuvo entre los sospechosos de traición. Con aquel acto, la caballería se desbandó y al perder la dirección se retiraron, siendo así derrotados.
Bocca degli Abati estuvo de hecho entre los gibelinos que, victoriosos, volvieron a Florencia y después de la revancha de los güelfos fue simplemente exiliado (1266), lo que muestra que no había suficientes pruebas para inculparlo. 
Dante Alighieri le acusa, en cambio, abiertamente en uno de los episodios más crudos del Infierno (canto XXXII: atravesando la Antenora, la segunda zona del noveno círculo, el de los traidores, Dante golpea con el pie contra una cabeza que sobresale del hielo (él mismo escribe que no sabe si fue por voluntad propia, por el destino o por voluntad divina), la cual maldice y hace una fugaz referencia a la venganza de Montaperti. Entonces Dante tiene una sospecha y pide a Virgilio que le espere un instante; vuelve sobre el condenado y le pide que diga su nombre, pero cuando él lo rechaza con decisión, Dante se vuelve violento y le coge por la nuca amenazándole con arrancarle los cabellos. Este se niega y así Dante le castiga.
En aquel punto otro condenado traiciona a Bocca, revelando a Dante su nombre, pero antes de que el poeta se vaya satisfecho de haber resuelto el enigma del traidor de Montaperti, el mismo Bocca comienza a gritar los nombres de quienes se encuentran allí (Buoso da Duera, Tesauro dei Beccheria, Gianni de' Soldanieri, Gano di Maganza y Tebaldello Zambrasi), de esta forma les arrastra también a ellos a la infamia de encontrarse en el punto más bajo del Infierno.